# ماساكو يوشيدا
ماساكو يوشيدا (吉田 雅子) هو لاعب كرة قدم. ولعبت مع منتخب اليابان لكرة القدم للسيدات.